# Schulerideidae
De Schulerideidae zijn een familie van uitgestorven kreeftachtigen uit de klasse van de Ostracoda (mosselkreeftjes).

## Soorten
- Amicytheridea Bate, 1975 †
- Asciocythere Swain, 1952 †
- Pirileberis Grekoff, 1963 †
- Schuleridea Swartz & Swain, 1946 †